# Jean-Charles Langlois

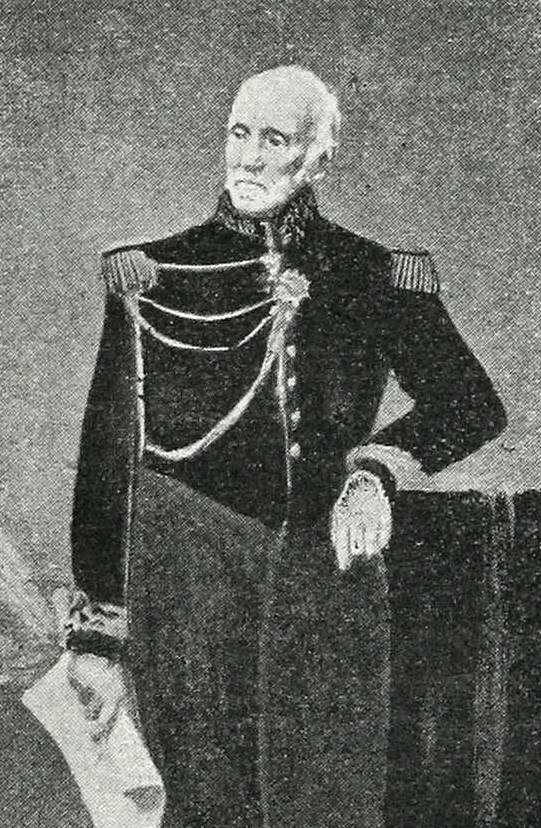
Porträt von Jean-Charles Langlois

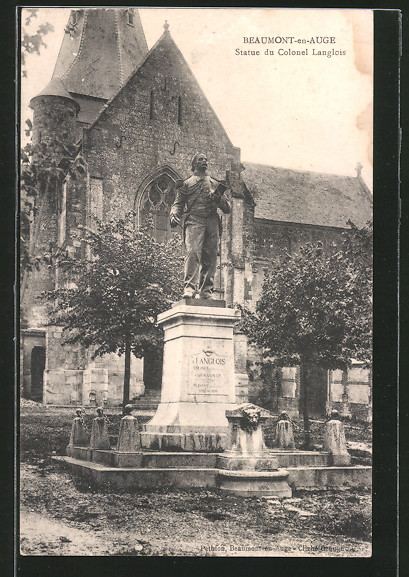
Statue von Jean-Charles Langlois in Beaumont en Auge, von Louis-Émile Décorchemont (nicht erhalten)

Jean-Charles Langlois (* 22. Juli 1789 in Beaumont-en-Auge; † 23. März 1870 in Paris), genannt „Le Colonel“, war ein französischer Offizier, Schlachtenmaler und Fotograf.

## Lebensweg
Im Jahr 1806 schloss Langlois seine Ausbildung in einer Militärakademie ab, und zwar in der 1794 gegründete École polytechnique. Langlois nahm als Offizier an den französischen Feldzügen in Dalmatien (Campagne de Dalmatie; dalmatinische Kampagne von 1809), am Russlandfeldzug 1812, an den Kämpfen in Deutschland (Befreiungskriege, 1813 bis 1815) und schließlich an der französischen Invasion in Spanien (1823) teil. Er kämpfte als Infanterie-Offizier in der Schlacht bei Wagram (5. und 6. Juli 1809) und bei der Belagerung von Gerona (1809) (6. Mai bis 11. Dezember 1809). 1812 wurde Langlois zum Hauptmann befördert. In der Schlacht bei Waterloo (18. Juni 1815) wurde er schwer verwundet.
In der Zeit der französischen Restauration, also der Wiedereinsetzung der Bourbonen-Dynastie, zwischen dem Ende des Ersten Französischen Kaiserreichs und der Julirevolution von 1830, wurde Langlois in den Halbsold (demi-solde) versetzt und zu seiner Überwachung nach Bourges geschickt. Dort widmete Langlois sich zunächst dem Zeichnen und dann auch der Malerei. 1817 erhielt er die Erlaubnis, nach Paris zu ziehen, um sich dort weiterzubilden. Dort wurde Langlois Schüler der Maler Antoine-Jean Gros (1771–1835), Horace Vernet (1789–1863) und Anne-Louis Girodet-Trioson (1767–1824).
1818 wurde Jean-Charles Langlois in das neu gegründete Generalstabskorps aufgenommen und zugleich Adjutant von Marschall Laurent de Gouvion Saint-Cyr, was er bis 1830 blieb. Diese Position ließ ihm genug Muße, um sich weiter der Malerei zu widmen. Langlois spezialisierte sich auf Schlachtengemälde. Er malte unter anderem Schlachten aus Napoleons Ägyptenfeldzug (1798–1801), aus dem napoleonischen Russlandfeldzug (1807–1812), aus dem französischen Feldzug in Spanien (1808–1812) und aus der Griechischen Revolution gegen die Herrschaft der Osmanen (1821–1829). Dabei kann der 1789 geborene Langlois kaum Augenzeuge all dieser Schlachten gewesen sein, etwa da er bei Beginn der Ägyptischen Expedition Napoleons erst neun, bei deren Ende erst elf Jahre alt war. Gleichwohl waren Langlois' Schlachtengemälde keine reinen Fantasieprodukte; hatte er doch als Offizier aktiv an mehreren blutigen Schlachten teilgenommen und dabei auch Verwundungen davongetragen.
Als „Le Colonel“ im Jahr 1833 nach Algerien entsandt wurde, fertigte er dort zahlreiche Skizzen an, nach denen er drei Jahre später (1836) sein bemerkenswertes Panorama von Algier malte.
Nachdem Langlois das Panorama von Athen des ersten französischen Panoramamalers Pierre Prévost (1764–1823) gesehen hatte, malte Langlois etliche Militärpanoramen, durch die er recht bekannt wurde.

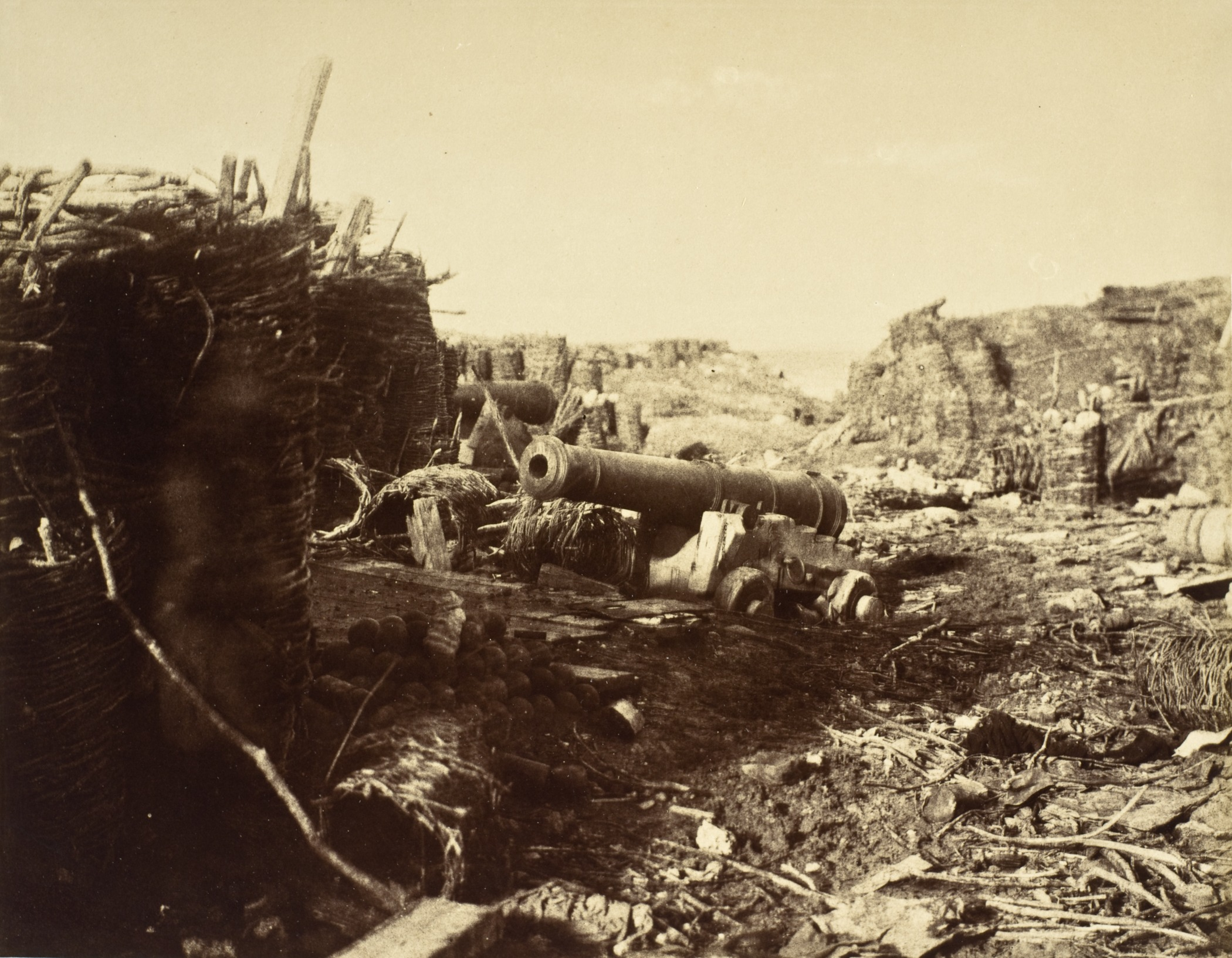
Zerstörte Befestigungsanlagen im Krimkrieg (1853–56), Fotografie von Jean-Charles Langlois und Léon-Eugène Méhédin

Langlois entdeckte die Fotografie für sich, als er 1850 in Ägypten den französischen Schriftsteller, Journalisten und Fotografen Maxime Du Camp (1822–1894) kennenlernte. Langlois nutzte das noch relativ neue Mittel der Fotografie, um den Krimkrieg zu dokumentieren. Einige Monate nach Roger Fenton besuchte Langlois zusammen mit dem jungen Fotografen Léon-Eugène Méhédin (1828–1905) die Schlachtfelder des Krimkriegs, um dort fotografische Aufnahmen für sein Panorama-Gemälde von Sewastopol zu machen, das zwischen 1860 und 1865 in einer von dem französischen Architekten Gabriel Davioud in Paris am Rondell der Champs Élysées errichteten Rotunde der Öffentlichkeit präsentiert wurde.
Fotografien von Langlois, Méhédin und Frédéric Martens aus dem Krimkrieg wurden im Jahr 1855 in einem Album mit dem Titel „Souvenir de la Guerre de Crimee. Hommage à S. Exc. Mr. le Marechal Pélissier, Général en Chef de l'armée d'Orient.“ veröffentlicht. Langlois zählt damit zu den frühen Kriegsfotografen.
Langlois war Träger des Verdienstordens der französischen Ehrenlegion.
Langlois starb achtzigjährig am 23. März 1870 in Paris.
1873 vermachte die Familie Langlois dem Musée des Beaux-Arts de Caen 256 Gemälde von Jean-Charles Langlois, die Schlachten und militärische Panoramen darstellten. Diese Gemälde wurden 1888 in den Pavillon des sociétés savantes ausgelagert, ein Gebäude aus dem 18. Jahrhundert, das auf Kosten von Langlois' Nichte für das Langlois-Museum hergerichtet wurde. Etwa die Hälfte der dort ausgestellten Werke wurde zwischen Juni und August 1944 während der Schlacht um Caen zerstört.
Zu Langlois' Schülern zählen die französischen Maler François-Émile de Lansac (1803–1890) und Célestin Nanteuil (1813–1873).

## Werke von Langlois

### Galerie

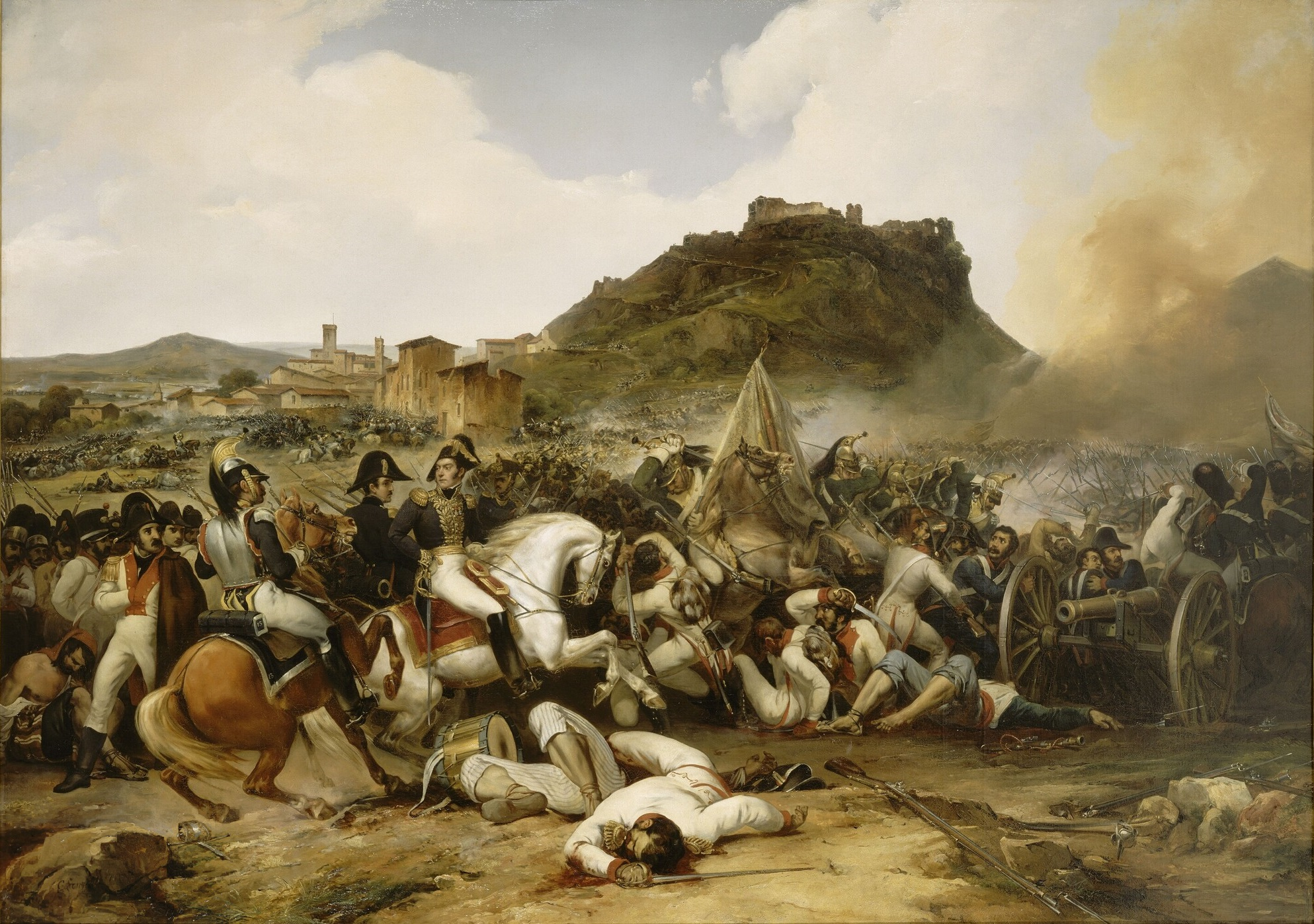
«Combat de Castalla le 21 juillet 1812» (Gefecht von Castalla, 21. Juli 1812)
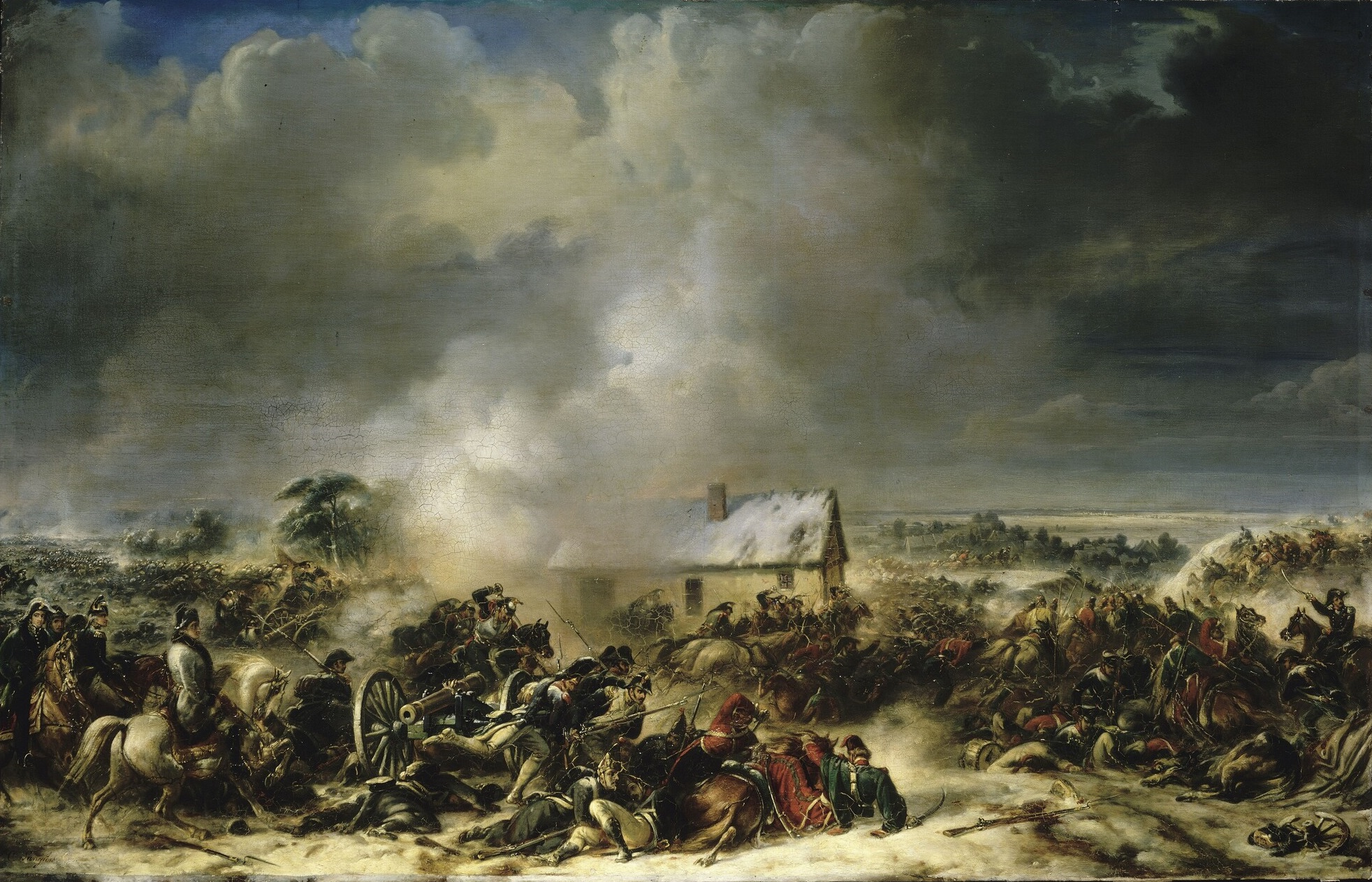
«Bataille de Hoff, 6 février 1807» (Schlacht bei Preußisch-Eylau, 6. Februar 1807)
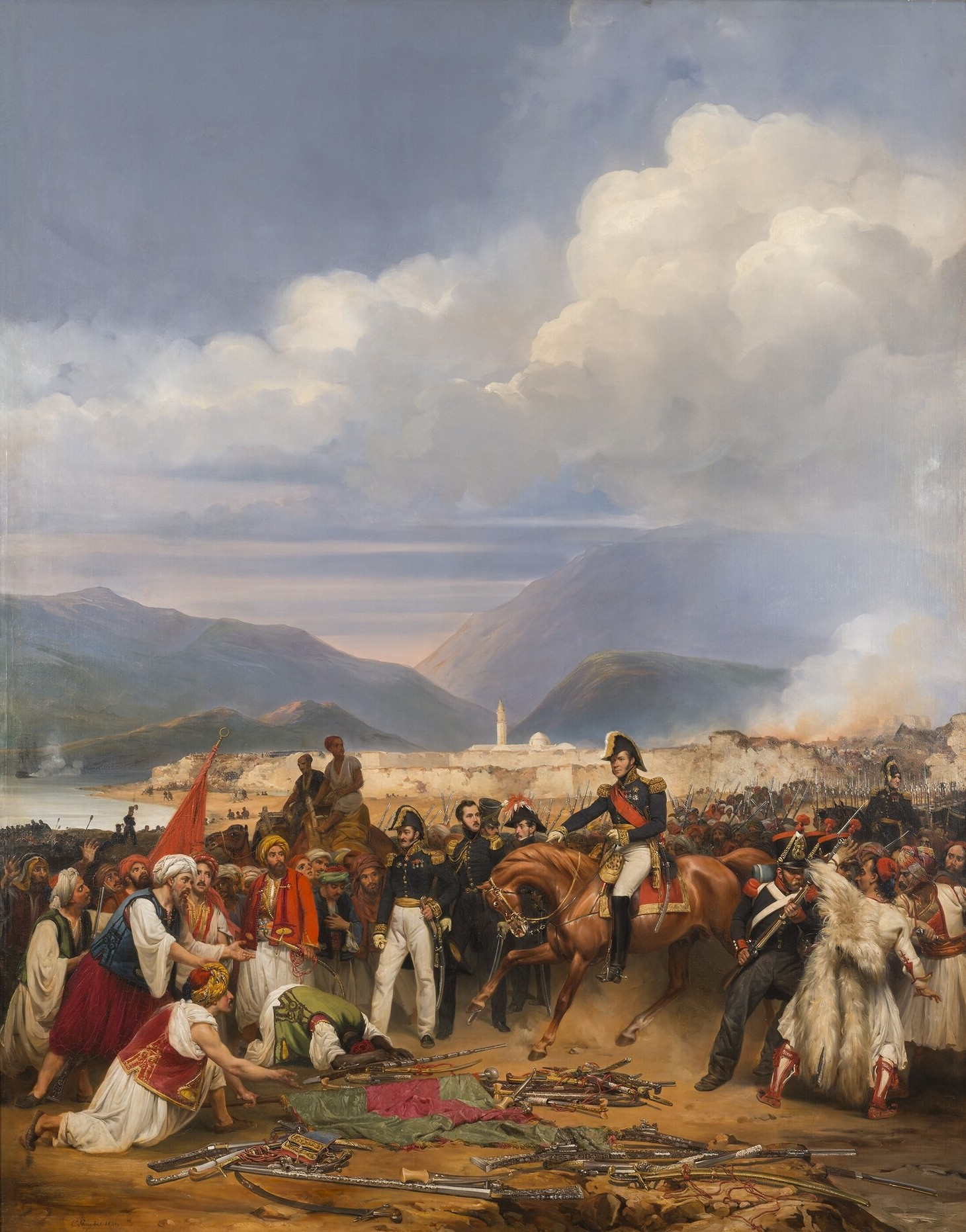
Le général Maison reçoit la reddition de Château de Morée en 1828 (Der französische General Maison nimmt die Kapitulation der osmanischen Festung von Morea (Peloponnes) entgegen, 1828)
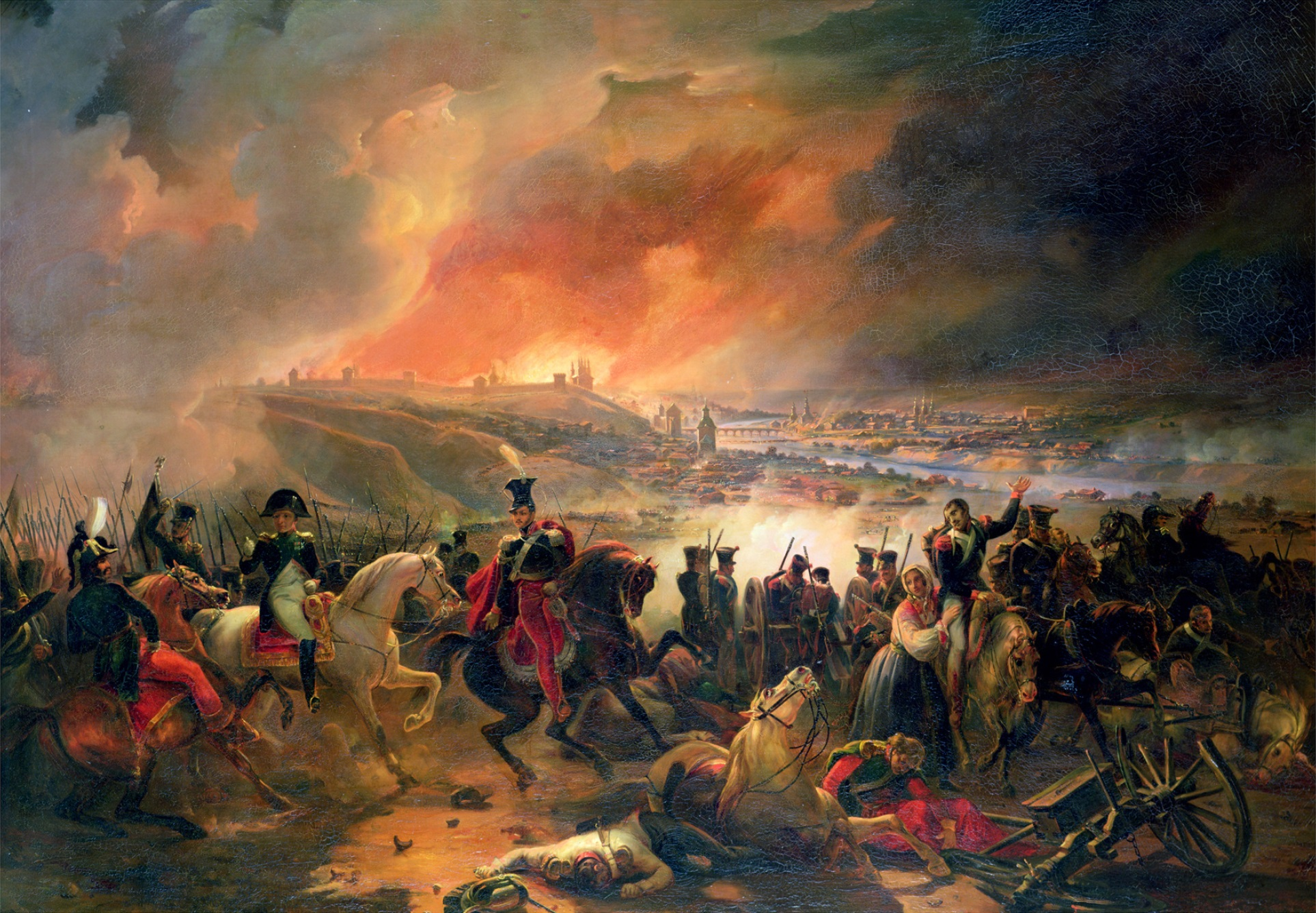
Die Schlacht von Smolensk, 17. August 1812
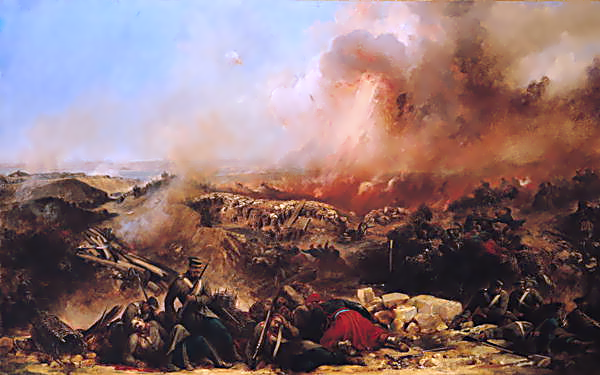
Die Belagerung von Sewastopol im Krimkrieg, 17. Oktober 1854 bis 11. September 1855. Linkes Drittel eines Panoramagemäldes
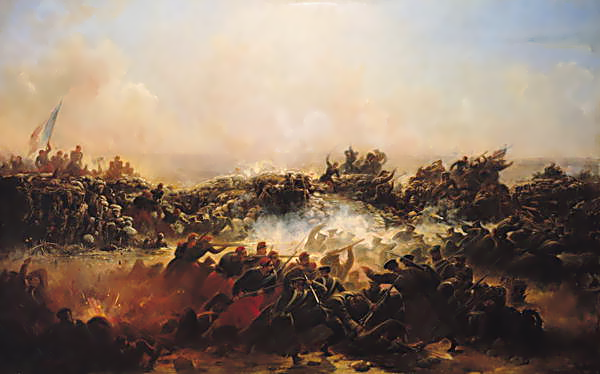
Die Belagerung von Sewastopol im Krimkrieg, 17. Oktober 1854 bis 11. September 1855. Rechtes Drittel eines Panoramagemäldes

### Gemälde von Langlois zu Schlachten aus Napoleons Ägyptenfeldzug
- Schlacht bei den Pyramiden („Bataille des Pyramides“), 21. Juli 1798
- Seeschlacht bei Abukir (Battle of the Nile; 1. und 2. August 1798),
- Schlacht von Sédiman (Gefecht bei Sidmant al-Jabal vom 8. Oktober 1798) – Im Pariser Salon von 1822 erhielt Langlois eine Medaille für sein Gemälde der Schlacht von Sédiman,
- Schlacht von Heliopolis (Bataille d'Héliopolis), 19. März 1800

Dabei kann der 1789 geborene Langlois kaum Augenzeuge dieser Schlachten gewesen sein, da er bei Beginn der Ägyptischen Expedition Napoleons neun Jahre alt, bei deren Ende erst elf Jahre alt war.

### Gemälde von Langlois zu Schlachten aus dem napoleonischen Russlandfeldzug
- Bataille de Hoff (auch: Hoofe, Dwórzno oder Landsberg (Ostpreußen)) (6. Februar 1807)
- Schlacht bei Preußisch Eylau (7. bis 9. Februar 1807)
- Schlacht bei Wagram (5. und 6. Juli 1809),
- Schlacht bei Borodino (Bataille de la Moskova; 7. September 1812), (Bildtitel: «Prise de la grande redoute de la Moskowa»),
- Brand von Moskau (1812) (14. September bis 18. September 1812, während der Besetzung Moskaus durch Napoleons Truppen),
- Schlacht von Smolensk, (16. und 17. August 1812)
- Schlacht bei Borodino, auch: Schlacht bei Moschaisk, französisch: Bataille de la Moskova, (7. September 1812)
- Schlacht an der Beresina (vom 26. bis 28. November 1812), also die Kämpfe beim Rückzug der Grande Armée Napoleons vor den Truppen des Zaren Alexander I. über den Fluss Beresina (heute belarussisch: Bjaresina). Diese Schlacht war die letzte im Russlandfeldzug 1812 vor dem Rückzug der französischen Armee über die Memel am 14. Dezember 1812 (Bildtitel: «Passage de la Bérézina»).

### Gemälde von Langlois zu Schlachten aus dem französischen Feldzug in Spanien
- „Bataille de Cardedeu“, 16. Dezember 1808
- „Bataille de Vich“, 20. Februar 1810
- „Combat de Castalla“, 21. Juli 1812

### Weitere Schlachtengemälde von Langlois
- die Schlacht bei Montereau (18. Februar 1814), Kampf der Franzosen gegen Österreicher und Württemberger,
- Die Schlacht von Navarino (20. Oktober 1827), Seeschlacht vor der Südwestküste des Peloponnes. Sie war mitentscheidend dafür, dass Griechenland nach einem jahrelangen Aufstand seine Unabhängigkeit vom Osmanischen Reich erlangte.
- „General Maison nimmt die Kapitulation von Château de Morée entgegen. 1828“ Die Morea-Expedition (frz.: Expédition de Morée) war eine französische Militäroperation zwischen 1828 und 1833. Sie fand zur Zeit der Griechischen Revolution gegen die Herrschaft der Osmanen statt und führte auf den Peloponnes, damals Morea genannt.
- Schlacht von Sewastopol, Krimkrieg, 17. Oktober 1854 bis 11. September 1855 (auch: Belagerung von Sewastopol).
- „Combat de Sidi-Ferruch“ (1834). Sidi-Ferruch (Englisch: Sidi Fredj, Französisch: Sidi-Fredj; auch: Sidi-elféruch) ist der Ort der französischen Landung, die am 14. Juni 1830 begann und der französischen Armee am 5. Juli die Eroberung von Algier ermöglichte. Als erste französische Militär-Operation, die zur Zerstörung der Macht der Deys und der Regentschaft von Algier führte, die zumindest nominell vom Osmanischen Reich abhängig war, gilt die Landung auch als der erste Akt der Eroberung Algeriens durch Frankreich.

Mehrere von Langlois' Schlachtengemälden befinden sich heute im Museum von Versailles.

### Militärpanoramen von Langlois
Nachdem Langlois das Panorama von Athen des ersten französischen Panoramamalers Pierre Prévost (1764–1823) gesehen hatte, malte Langlois etliche Militärpanoramen, durch die er recht bekannt wurde:
- „Die Schlacht bei Moskau“ (1835);
- „Ansicht von Algier“ (1836);
- „Der Brand von Moskau“ (1839);
- „Die Schlacht von Eylau“ (1843);
- „Die Schlacht bei den Pyramiden“ (1849); die Schlacht bei den Pyramiden fand am 21. Juli 1798 statt
- „Die Einnahme von Malakof“, [1855] – Krimkrieg. Festung oder Fort Malakow (oder Malakoff) ist die in Westeuropa übliche Bezeichnung für eine Gruppe provisorischer Befestigungsanlagen auf dem Hügel Malachow-Kurgan (russisch Малахов курган) südöstlich der Stadt Sewastopol auf der Krim. Die Befestigungen bestanden in erster Linie aus mehreren großen Erdwerken, die während des Krimkrieges in aller Eile nach der Landung der alliierten Truppen auf der Halbinsel Krim errichtet wurden. 8. September 1855;
- „Die Einnahme von Sewastopol“ [1854/1855]; – Belagerung von Sewastopol, 17. Oktober 1854 bis 9. September 1855
- „Die Schlacht von Solferino“ [1859] – Die Schlacht von Solferino war die Entscheidungsschlacht im Sardinischen Krieg zwischen dem Kaisertum Österreich und dem Königreich Sardinien mit dessen Verbündetem Frankreich unter Napoléon III. Durch die Niederlage der Österreicher bei Solferino am 24. Juni 1859 wurde der Krieg von Sardinien gewonnen und der Weg zur Einigung Italiens eröffnet.

Mehrere von Langlois' Panoramen wurden während der deutschen  Belagerung von Paris im deutsch-französischen Krieg (1870-1871) zerstört.

## Schriften von Langlois
- Voyage pittoresque & militaire en Espagne: dédié à S.E. Mr. le Mal. Gouvion St. Cyr, pair de France, Paris, Engelmann, 1826–1830.
- Panorama de la bataille de la Moskowa, Paris, Ducessois, 1835. Impr. de Petit, [ca. 1813], 10 S., Katalogisat/OPAC
- Relation du combat et de la bataille d'Eylau, Paris, Panorama des Champs-Élysées, 1844.
- Explication du panorama, et relation de la Bataille des pyramides: extraite en partie des dictées de l'empereur à Sainte-Hélène, et des pièces officielles, Paris, Didot, 1853.
- mit Léon-Eugène Méhédin und Frédérick Martens, Souvenir de la Guerre de Crimee. Hommage à S. Exc. Mr. le Marechal Pélissier, Général en Chef de l'armée d'Orient, 1855.
- Explication du panorama représentant la bataille et la prise de Sébastopol, Paris, Havard, 1861.
- Explication du panorama et relation de la bataille de Solferino, Paris, Dupont, 1866.

## Werke über Langlois
- Caroline Joubert, „Jean-Charles Langlois (1789–1870). Le spectacle de l'Histoire.“, Verlag: Somogy, 2005, ISBN 2-85056-894-5, ISBN 978-2-85056-894-7, Catalogue de l'exposition du Musée des Beaux-Arts de Caen (Juli–Oktober 2005). Choix de 250 peintures, dessins, photographies, documents; retraçant la carrière du peintre de batailles, célèbre pour ses panoramas, https://www.abebooks.de/servlet/SearchResults?isbn=9782850568947&n=100121503 ; http://www.19thc-artworldwide.org/spring06/163-jean-charles-langlois-1789-1870-le-spectacle-de-lhistoire
- Zarobell, John. (2003). „Jean‐Charles Langlois's Panorama of Algiers (1833) and the Prospective Colonial Landscape“. In: Art History. 26, S. 638–668. 10.1111/j.0141-6790.2003.02605002.x. Research Gate,
- Luc Desmarquest, »À la rencontre des peintres polytechniciens. Peintres polytechniciens du XIXe siècle. Jean-Charles Langlois, panoramiste et photographe«, in: Bulletin de la SABIX Nr. 52 | 2013, p. 53–58, doi:10.4000/sabix.1168
- François Robichon, André Rouillé (Hrsg.), La Photographie, la peinture, la guerre: correspondance inédite de Crimée (1855–1856), Nîmes, Chambon, 1992. ISBN 2-87711-067-2